# HIPO
HIPO var et dansk uniformeret korps, der fungerede som tysk hjælpepoliti i 1944-45. Betegnelsen er en forkortelse for Hilfspolizei (hjælpepoliti).
Korpsets medlemmer var primært rekrutteret fra Schalburgkorpsets efterretningstjeneste - benævnt ET.

## Ledelse
HIPO's to ledere var begge tidligere politifolk, først Erik Victor Petersen, der var tidligere leder af Schalburgkorpsets efterretningstjeneste, og som blev likvideret af modstandsgruppen Holger Danske 19. april 1945, og derefter Octavius Norreen.

## Grupperinger
Den under krigen berygtede Lorenzen-gruppe var en underafdeling af HIPO-korpset, med betegnelsen afdeling 9c.